# Репейкина, Татьяна Васильевна
Татьяна Васильевна Репейкина (18 марта 1973, Казань, Татарская АССР, РСФСР — 26 января 2017) — российская футболистка, игравшая на позиции вратаря. Финалистка женского Кубка УЕФА, многократная чемпионка России.

## Биография
Воспитанница Лаишевского детского дома. В футбол начала играть в начале 1990-х годов в казанской команде «Гамма-ТАН», первый тренер — Кузнецов Юрий Михайлович.
В дальнейшем выступала за украинские клубы «Борисфен» (Запорожье) и «Динамо» (Киев), тольяттинскую «Ладу». В составе «Лады» в 1996 году стала бронзовым призёром чемпионата и полуфиналистом Кубка России, включена в список 33-х лучших игроков, в 1999 году снова вошла в список 33-х лучших.
В 2000—2006 годах (с перерывами) играла за «Рязань-ВДВ», в составе клуба становилась чемпионкой (2000) и призёром чемпионатов России, финалистом Кубка России, четвертьфиналисткой Кубка УЕФА. В 2004 году выступала в Азербайджане, а затем — за московское «Чертаново».
С 2007 года играла за «Звезду-2005» из Перми, в её составе стала трёхкратной чемпионкой России (2007, 2008, 2009), обладательницей Кубка России и финалистом женского Кубка УЕФА (2009), в финале команда уступила немецкому «Дуйсбургу». В 2009—2010 годах спортсменка также входила в тренерский штаб молодёжной команды «Звезды-2005».
В сезоне 2011/12 выступала за «Мордовочку», когда команда была безнадёжным аутсайдером чемпионата России. Ещё до окончания сезона футболистка покинула команду.
В 2010-е годы играла за «Зенит-Ижевск» и «Мирас» из Казани, в последнем была играющим тренером. Имела тренерскую лицензию «D».
Заболела гриппом, осложнившимся воспалением лёгких, несколько дней была в коме и умерла 26 января 2017 года. Похоронена в Лаишево.